# Primera ronda de la Clasificación de AFC para la Copa Mundial de Fútbol de 2010
La Primera ronda de la Clasificación de AFC para la Copa Mundial de Fútbol de 2010 contó con la participación de 38 selecciones de la Confederación Asiática de Fútbol ubicadas del lugar 6 hacia abajo en la clasificación de FIFA.

## Formato
Las selecciones fueron divididas en dos llaves, en una las ubicadas entre las posiciones 6 y 24 y el resto en las demás en un sorteo que se realizó el 22 de agosto de 2007 en la sede de la AFC en Kuala Lumpur, Malasia.
Los partidos de esta ronda se jugaron en octubre del mismo año con series de eliminación directa a visita recíproca en la que 8 selecciones avanzan a la segunda ronda y las mejores once clasificadas según el ranking de la FIFA avanzan a la tercera ronda.

## Sumario
| Equipo 1       | Agr.           | Equipo 2        | Ida | Vuelta    |
| -------------- | -------------- | --------------- | --- | --------- |
| Pakistán       | 0–7            | Irak            | 0–7 | 0–0       |
| Uzbekistán     | 11–0           | China Taipéi    | 9–0 | 2–0       |
| Tailandia      | 13–2           | Macao           | 6–1 | 7–1       |
| Sri Lanka      | 0–6            | Catar           | 0–1 | 0–5       |
| China          | 11–0           | Birmania        | 7–0 | 4–0       |
| Bután          | w/o            | Kuwait          | -   | -         |
| Kirguistán     | 2–2 (5–6 pens) | Jordania        | 2–0 | 0–2 (aet) |
| Vietnam        | 0–6            | EAU             | 0–1 | 0–5       |
| Baréin         | 4–1            | Malasia         | 4–1 | 0–0       |
| Timor Oriental | 3–11           | Hong Kong       | 2–3 | 1–8       |
| Siria          | 5–1            | Afganistán      | 3–0 | 2–1       |
| Yemen          | 3–2            | Maldivas        | 3–0 | 0–2       |
| Bangladés      | 1–6            | Tayikistán      | 1–1 | 0–5       |
| Mongolia       | 2–9            | Corea del Norte | 1–4 | 1–5       |
| Omán           | 4–0            | Nepal           | 2–0 | 2–0       |
| Palestina      | 0–7            | Singapur        | 0–4 | 0–3       |
| Líbano         | 6–3            | India           | 4–1 | 2–2       |
| Camboya        | 1–5            | Turkmenistán    | 0–1 | 1–4       |
| Guam           | w/o            | Indonesia       | -   | -         |

## Partidos
| 22 de octubre de 2007 | Pakistán | 0–7     | Irak                                                             | Estadio Punjab, Lahore, Pakistán                     |                                                      |
|                       |          | Reporte | Akram 19' · M. Karim 24' 49' 88' 90' · Ghulam 71' · Mohammed 83' | Asistencia: 2500 espectadores Árbitro(s): Chynybekov | Asistencia: 2500 espectadores Árbitro(s): Chynybekov |

| 28 de octubre de 2007 | Irak | 0–0     | Pakistán | Estadio Abbasiyyin, Damasco, Siria                  |                                                     |
| |      | Reporte |          | Asistencia: 8000 espectadores Árbitro(s): Al Fadhli | Asistencia: 8000 espectadores Árbitro(s): Al Fadhli |
| Por razones de seguridad, Irak jugó su partido de local en Siria, Palestina jugó de local en Catar, y Afganistán jugó en Tayikistán. |      |         |          |                                                     |                                                     |

| 13 de octubre de 2007 | Uzbekistán                                                                            | 9–0     | China Taipéi | Central Army Stadium, Tashkent, Uzbekistán           |                                                      |
|                       | Shatskikh 4' 16' 34' 57' 77' · Kapadze 26' · Karpenko 43' · Bakayev 54' · Salomov 68' | Reporte |              | Asistencia: 7000 espectadores Árbitro(s): Al-Badwawi | Asistencia: 7000 espectadores Árbitro(s): Al-Badwawi |

| 28 de octubre de 2007 | China Taipéi | 0–2     | Uzbekistán               | Estadio Zhongshan, Taipéi, República de China         |                                                       |
|                       |              | Reporte | Inomov 79' · Suyunov 89' | Asistencia: 800 espectadores Árbitro(s): Shamsuzzaman | Asistencia: 800 espectadores Árbitro(s): Shamsuzzaman |

| 8 de octubre de 2007 | Tailandia                                                                             | 6–1     | Macao             | Estadio Suphachalasai, Bangkok, Tailandia              |                                                        |
|                      | Chaikamdee 12' 49' · Dangda 21' · Winothai 55' (pen.) · Phetphun 82' · Thonglao 90+1' | Reporte | Kin Seng Chan 23' | Asistencia: 11 254 espectadores Árbitro(s): Chynybekov | Asistencia: 11 254 espectadores Árbitro(s): Chynybekov |

| 15 de octubre de 2007 | Macao               | 1–7     | Tailandia                                                                      | Sports Field and Pavilion at MUST, Macao       |                                                |
|                       | Kin Seng Chan 90+2' | Reporte | Dangda 22' · Sukha 39' · Surasiang 43' · Thonglao 48' · Chaikamdee 53' 57' 86' | Asistencia: 500 espectadores Árbitro(s): Racho | Asistencia: 500 espectadores Árbitro(s): Racho |

| 21 de octubre de 2007 | Sri Lanka | 0–1     | Catar     | Sugathadasa Stadium, Colombo, Sri Lanka          |                                                  |
|                       |           | Reporte | Soria 68' | Asistencia: 6500 espectadores Árbitro(s): Bashir | Asistencia: 6500 espectadores Árbitro(s): Bashir |

| 28 de octubre de 2007 | Catar                                           | 5–0     | Sri Lanka | Estadio Jassim Bin Hamad, Doha, Catar               |                                                     |
|                       | Soria 4' 76' · Bechir 17' 55' · Al-Shammari 85' | Reporte |           | Asistencia: 3000 espectadores Árbitro(s): Al Ghamdi | Asistencia: 3000 espectadores Árbitro(s): Al Ghamdi |

| 21 de octubre de 2007 | China                                                                                       | 7–0     | Birmania | Century Lotus Stadium, Foshan, China                |                                                     |
|                       | Qu Bo 17' 81' · Du Zhenyu 22' · Yang Lin 58' · Liu Jian 63' · Li Jinyu 76' · Li Weifeng 79' | Reporte |          | Asistencia: 21 000 espectadores Árbitro(s): Ebrahim | Asistencia: 21 000 espectadores Árbitro(s): Ebrahim |

| 28 de octubre de 2007                                                          | Birmania | 0–4     | China                                                                  | Estadio KLFA, Kuala Lumpur, Malasia              |                                                  |
|                                                                                |          | Reporte | Wu Wei'an 13' · Liu Jian 14' · Zheng Bin 35' · Zhang Yaokun 39' (pen.) | Asistencia: 200 espectadores Árbitro(s): Balideh | Asistencia: 200 espectadores Árbitro(s): Balideh |
| El partido de vuelta fue trasladado a Malasia a petición de ambas selecciones. |          |         |                                                                        |                                                  |                                                  |

| 18 de octubre de 2007 | Kirguistán                    | 2–0     | Jordania | Spartak Stadium, Biskek, Kirguistán                |                                                    |
|                       | Esenkul Uulu 45' · Bokoev 76' | Reporte |          | Asistencia: 18 000 espectadores Árbitro(s): Sarkar | Asistencia: 18 000 espectadores Árbitro(s): Sarkar |

| 28 de octubre de 2007 | Jordania                                              | 2–0 (t. s.)(6–5 p.)        | Kirguistán                                                       | Estadio Internacional de Amán, Amán                 |                                                     |
|                       | Shelbaieh 34' · Aqel 51' (pen.)                       | Reporte                    |                                                                  | Asistencia: 12 000 espectadores Árbitro(s): Ebrahim | Asistencia: 12 000 espectadores Árbitro(s): Ebrahim |
|                       |                                                       | Tiros desde el punto penal |                                                                  |                                                     |                                                     |
|                       | Abu Alieh · Bawab · Abu Keshek · Amer · Aqel · Bashar |                            | Kudrenko · Harchenko · Samsaliev · Sydykov · Esenkul Uulu · Amin |                                                     |                                                     |

| 8 de octubre de 2007 | Vietnam | 0–1     | Emiratos Árabes Unidos | Estadio Nacional Mỹ Đình, Hanói, Vietnam              |                                                       |
|                      |         | Reporte | Saeed 79'              | Asistencia: 20 000 espectadores Árbitro(s): Nishimura | Asistencia: 20 000 espectadores Árbitro(s): Nishimura |

| 28 de octubre de 2007 | Emiratos Árabes Unidos                                                              | 5–0     | Vietnam | Estadio Mohammed bin Zayed, Abu Dabi, EAU          |                                                    |
|                       | Ismail Matar 13' · Al-Mahri 40' · Al-Shehhi 53' · Mubarak 90' · Al-Kas 90+4' (pen.) | Reporte |         | Asistencia: 12 000 espectadores Árbitro(s): Salleh | Asistencia: 12 000 espectadores Árbitro(s): Salleh |

| 21 de octubre de 2007 | Baréin                                                     | 4–1     | Malasia             | Estadio Nacional de Baréin, Manama, Baréin              |                                                         |
|                       | Fatadi 4' · John 15' · Abdulrahman 55' · Hubail 90' (pen.) | Reporte | Bunyamin Omar 45+2' | Asistencia: 4000 espectadores Árbitro(s): Yang Zhiqiang | Asistencia: 4000 espectadores Árbitro(s): Yang Zhiqiang |

| 28 de octubre de 2007 | Malasia | 0–0     | Baréin | Estadio Shah Alam, Petaling Jaya, Malasia              |                                                        |
|                       |         | Reporte |        | Asistencia: 2000 espectadores Árbitro(s): Lee Gi-Young | Asistencia: 2000 espectadores Árbitro(s): Lee Gi-Young |

| 21 de octubre de 2007                              | Timor Oriental | 2–3     | Hong Kong                                  | Gianyar Stadium, Gianyar, Indonesia                |                                                    |
|                                                    | Ary 41' 69'    | Reporte | Cheng Siu Wai 25' 50' · Esteves 35' (a.g.) | Asistencia: 1500 espectadores Árbitro(s): Shaharul | Asistencia: 1500 espectadores Árbitro(s): Shaharul |
| Timor Oriental eligió jugar de local en Indonesia. |                |         |                                            |                                                    |                                                    |

| 28 de octubre de 2007 | Hong Kong                                                                                            | 8–1     | Timor Oriental | Estadio Hong Kong, Hong Kong                    |                                                 |
|                       | Lo Kwan Yee 2' · Chan Siu Ki 5' 78' 85' · Cheung Sai Ho 49' · Cheng Siu Wai 67' 70' · Lam Ka Wai 83' | Reporte | Ary 53'        | Asistencia: 1542 espectadores Árbitro(s): Torky | Asistencia: 1542 espectadores Árbitro(s): Torky |

| 8 de octubre de 2007 | Siria                                        | 3–0     | Afganistán | Estadio Abbasiyyin, Damasco, Siria                  |                                                     |
|                      | Al Zeno 73' 87' (pen.) · Al Sayed 81' (pen.) | Reporte |            | Asistencia: 3000 espectadores Árbitro(s): Al Ghamdi | Asistencia: 3000 espectadores Árbitro(s): Al Ghamdi |

| 26 de octubre de 2007                                     | Afganistán | 1–2     | Siria                    | Estadio Pamir, Dusambé, Tayikistán                |                                                   |
|                                                           | Karimi 16' | Reporte | Jenyat 17' · Issmael 64' | Asistencia: 2000 espectadores Árbitro(s): Irmatov | Asistencia: 2000 espectadores Árbitro(s): Irmatov |
| Por razones de seguridad el partido de jugó en Taykistán. |            |         |                          |                                                   |                                                   |

| 8 de octubre de 2007 | Yemen                                    | 3–0     | Maldivas | Ali Muhsin Al-Muriasi Stadium, Saná, Yemen        |                                                   |
|                      | Salem 44' · Al-Hubaishi 66' · Thabit 80' | Reporte |          | Asistencia: 3000 espectadores Árbitro(s): Mansour | Asistencia: 3000 espectadores Árbitro(s): Mansour |

| 28 de octubre de 2007 | Maldivas                        | 2–0     | Yemen | Estadio Nacional de Fútbol de Maldivas, Malé, Maldivas |                                                  |
|                       | Shamveel Qasim 14' · Ashfaq 67' | Reporte |       | Asistencia: 8900 espectadores Árbitro(s): Sarkar       | Asistencia: 8900 espectadores Árbitro(s): Sarkar |

| 8 de octubre de 2007 | Bangladés | 1–1     | Tayikistán          | Estadio Nacional Bangabandhu, Daca, Bangladés      |                                                    |
|                      | Mithu 50' | Reporte | Khakimov 58' (pen.) | Asistencia: 700 espectadores Árbitro(s): Al Hilali | Asistencia: 700 espectadores Árbitro(s): Al Hilali |

| 28 de octubre de 2007 | Tayikistán                                                 | 5–0     | Bangladés | Central Stadium, Dushanbe, Tayikistán                  |                                                        |
|                       | Khakimov 47' 48' 76' (pen.) · Mukhiddinov 51' · Vasiev 71' | Reporte |           | Asistencia: 10 000 espectadores Árbitro(s): Chynybekov | Asistencia: 10 000 espectadores Árbitro(s): Chynybekov |

| 21 de octubre de 2007 | Mongolia      | 1–4     | Corea del Norte                              | Estadio Nacional de Deportes, Ulán Bator, Mongolia |                                                    |
|                       | Selenge 90+3' | Reporte | Pak Chol-Min 14' · Jong Chol-Min 24' 32' 81' | Asistencia: 4870 espectadores Árbitro(s): Takayama | Asistencia: 4870 espectadores Árbitro(s): Takayama |

| 28 de octubre de 2007 | Corea del Norte                                                                | 5–1     | Mongolia          | Estadio Kim Il-Sung, Pionyang, Corea del Norte |                                                |
|                       | Pak Chol-Min 3' 79' · Kim Kuk-Jin 10' · Jong Chol-Min 36' · Jon Kwang-Ik 90+1' | Reporte | Lkhümbengarav 41' | Asistencia: 5000 espectadores Árbitro(s): Gosh | Asistencia: 5000 espectadores Árbitro(s): Gosh |

| 8 de octubre de 2007 | Omán                            | 2–0     | Nepal | Complejo Deportivo del Sultan Qaboos, Mascate, Omán     |                                                         |
|                      | Bashir 5' · Mudhafar 21' (pen.) | Reporte |       | Asistencia: 15 000 espectadores Árbitro(s): Al Marzouqi | Asistencia: 15 000 espectadores Árbitro(s): Al Marzouqi |

| 28 de octubre de 2007 | Nepal | 0–2     | Omán                     | Estadio Dasarath Rangasala, Katmandú, Nepal          |                                                      |
|                       |       | Reporte | Saleh 29' · Al Hinai 54' | Asistencia: 10 000 espectadores Árbitro(s): Tongkhan | Asistencia: 10 000 espectadores Árbitro(s): Tongkhan |

| 8 de octubre de 2007                                  | Palestina | 0–4     | Singapur                                              | Estadio Ahmed bin Ali, Doha, Catar            |                                               |
|                                                       |           | Reporte | Shi Jiayi 44' 53' · Wilkinson 73' · Noh Alam Shah 86' | Asistencia: 75 espectadores Árbitro(s): Basma | Asistencia: 75 espectadores Árbitro(s): Basma |
| Por razones de seguridad el partido se jugó en Catar. |           |         |                                                       |                                               |                                               |

| 28 de octubre de 2007 | Singapur | 3–0 Acreditado  | Palestina | Estadio Nacional de Singapur, Singapur |                        |
| |          | Report Reporte] |           | Árbitro(s): Sun Baojie                 | Árbitro(s): Sun Baojie |
| Palestina no se presentó. El partido fue marcado como victoria por marcador de 3–0 para Singaur por abandono. La Federación Palestina de Fútbol apeló la decisión para que el partido fuera reprogramado luego de que sus jugadores no reciberan permiso para irse de la Franja de Gaza, pero FIFA la desestimó. |          |                 |           |                                        |                        |

| 8 de octubre de 2007 | Líbano                                   | 4–1     | India       | Estadio Internacional de Sidón, Saida, Líbano      |                                                    |
|                      | Antar 33' · Ghaddar 62' 76' · El Ali 63' | Reporte | Chhetri 30' | Asistencia: 500 espectadores Árbitro(s): Al Fahdli | Asistencia: 500 espectadores Árbitro(s): Al Fahdli |

| 30 de octubre de 2007 | India                    | 2–2     | Líbano                 | Estadio Fatorda, Goa, India                         |                                                     |
| | Chhetri 29' · Dias 90+2' | Reporte | Ghaddar 72' (pen.) 85' | Asistencia: 10 000 espectadores Árbitro(s): Mujghef | Asistencia: 10 000 espectadores Árbitro(s): Mujghef |
| El partido originalmente se iba a jugar el 28 de octubre, pero fue pospuesto y reprogramado por el mal clima en Chennai. |                          |         |                        |                                                     |                                                     |

| 11 de octubre de 2007 | Camboya | 0–1     | Turkmenistán  | Estadio Olímpico Nacional, Nom Pen, Camboya    |                                                |
|                       |         | Reporte | Karadanov 85' | Asistencia: 3000 espectadores Árbitro(s): Gosh | Asistencia: 3000 espectadores Árbitro(s): Gosh |

| 28 de octubre de 2007 | Turkmenistán                                    | 4–1     | Camboya  | Estadio Olímpico (Saparmurat), Asjabad, Turkmenistán |                                                  |
|                       | Nasyrov 41' · Gevorkyan 50' 66' · Karadanov 74' | Reporte | Nasa 12' | Asistencia: 5000 espectadores Árbitro(s): Saidov     | Asistencia: 5000 espectadores Árbitro(s): Saidov |